# Clube de Gravura de Porto Alegre
O Clube de Gravura foi um grupo de artistas ativo em Porto Alegre, no Rio Grande do Sul, formado na década de 1950, que teve importante participação na renovação das artes gráficas do estado, com repercussão nacional.
Seus fundadores foram Carlos Scliar e Vasco Prado, que participavam do Grupo de Bagé, e em 1948 conheceram o gravurista Leopoldo Mendez em Paris, organizador do Taller de Gráfica Popular do México. Ao voltarem para o Brasil, iniciaram um projeto semelhante, ao qual logo se associaram Glênio Bianchetti, Glauco Rodrigues, Carlos Mancuso, Geraldo Trindade Leal, Danúbio Gonçalves e Edgar Koetz. Faziam uma abordagem social da gravura - uma técnica de divulgação fácil e barata, acessível às pessoas comuns - seguindo os princípios do Realismo Socialista com alguma influência do Expressionismo, com obras figurativas de imediata identificação com o universo das classes mais baixas, especialmente do gaúcho, mas não descuravam as qualidades puramente estéticas desta produção engajada.